# Cerimonia di giuramento dei sottosegretari
Con la cerimonia del giuramento dei sottosegretari del governo italiano si completa la formazione del governo nella Repubblica Italiana.

## Procedura
Durante  la seduta del Consiglio dei ministri avviene la nomina dei sottosegretari di Stato, su proposta del Presidente del Consiglio. Quindi vi è la firma dei decreti di nomina da parte del Presidente delle Repubblica.

## Luogo e Disposizione
Il giuramento avviene nella Sala dei Galeoni, a Palazzo Chigi, davanti al Presidente del Consiglio dei Ministri, con la presenza del Sottosegretario di Stato alla Presidenza del Consiglio - Segretario del Consiglio dei ministri e del Segretario generale delle Presidenza del Consiglio.
Nella sala vi si trova un tavolo al quale i giuranti si recano, ove è posta una copia della Costituzione italiana. Le tre personalità precedentemente elencate vi si pongono dietro.  Di fronte si trovano seduti i Sottosegretari giuranti.

## Giuramento
La cerimonia di giuramento segue procedendo in quattro momenti
- Il Segretario Sottosegretario di Stato legge l'elenco dei sottosegretari nominati nel relativi dicasteri
- Il Segretario Sottosegretario di Stato legge la formula rituale del giuramento a cui rispondono i sottosegretari nominati: Giuro!
- I sottosegretari nominati vengono chiamati uno ad uno a firmare il verbale, controfirmato dal Sottosegretario di Stato
- Il Presidente del Consiglio prende la parola per un breve saluto.[1]

### Formula rituale
I Sottosegretari di stato  giurano secondo la medesima formula del Giuramento del Consiglio dei ministri della Repubblica Italiana:
Viene risposto poi dai giuranti: